# Daniel Quinn
Daniel Clarence Quinn, född 11 oktober 1935, död 17 februari 2018, var en amerikansk författare (primärt romanförfattare, novellist och fabulist), civilisationskritiker, anarkoprimitivist, bäst känd för sin roman Ishmael, som översattes till många språk (bland annat svenska) på sin tid. Ishmael handlar om en gorilla som kan tala, och som förkunnar ett allvarligt budskap om sin syn på livet och civilisationen.
Quinns romaner är ofta filosofiska romaner, som förkunnar ett anarkoprimitivistiskt budskap, för att "rädda världen". Han har kallat sin filosofi för "New Tribalism", och han har varit inflytelserik inom miljörörelsen och ekoanarkismen.
I sin roman "The story of B", en annan höjdpunkt inom hans författarskap, försöker Quinn skildra en anarkoprimitivistisk messias, och hur en sådan människas öde skulle kunna tänkas utforma sig i vår tid.